# Carl Robert Helg
Carl Robert Helg (* 26. Mai 1956 in der Schweiz; † 23. Juli 2011 in Karlsruhe) war ein Schweizer Dirigent, Pianist und Chordirektor.

## Leben
Carl Robert Helg studierte am Konservatorium Winterthur Klavier, Fagott, Dirigieren und Chorleitung. Bereits mit 18 Jahren war er Leiter des Kirchenchors seines Heimatortes Lütisburg.
Seine künstlerische Laufbahn führte ihn an das Opernhaus Zürich, das Theater Basel, das Nationaltheater München, Staatstheater Wiesbaden und das Stadttheater Hildesheim. Dabei prägte die Zusammenarbeit mit Wolfgang Sawallisch, Carlos Kleiber und Anne Sophie Mutter sowie regelmässige Meisterkurse bei Sergiu Celibidache seine weitere Karriere. 1989 war er Assistent bei den Bayreuther Festspielen, 1990/1991 stellvertretender Chefdirigent des Musicals Das Phantom der Oper in Hamburg.
Im Jahr 2000 gründete Helg sein eigenes Orchester, das Carl-Robert-Helg-Ensemble, mit dem er zahlreiche Konzerte bestritt.
Von 1997 bis 2011 war er als Chordirektor des Badischen Staatstheaters Karlsruhe tätig. Ab August 2011 hätte er die gleiche Position am Stadttheater Bern einnehmen sollen. Er starb am 23. Juli 2011 infolge eines Sturzes auf die Bühne des Staatstheaters Karlsruhe.